# Stizo
Stizo București este o companie specializată în construcții civile și industriale din România.
În august 2008, compania franceză de construcții VINCI a preluat opt firme din domeniul construcțiilor, controlate de compania Stizo, prin intermediul companiei germane G+H Montage Stizo, care deținea anterior circa 5% din acțiunile Stizo.
Firmele achiziționate în proporție de 56% și 100% de către G+H Montage Stizo sunt Stizo Nuclear, Stizo Teleorman, Stizo T.H.I, Stizo Vest, Stizocon, Stizovil, Trustul de lucrări speciale Pitești și Stizo Industrial Services.
Activitatea principală a firmelor achiziționate era executarea de lucrări de izolații și protecție anticorozivă.
În martie 2009, compania daneză Logstor, producătoare de țevi preizolate, a preluat activitățile de profil ale grupului de firme Stizo prin achiziția liniilor de fabricație ale Stizo Termo.
Cifra de afaceri în 2007: 30 milioane euro